# جباع

جباع هي إحدى القرى اللبنانية من قرى قضاء النبطية في محافظة النبطية.

## موقع البلدة وديمغرافيتها
جباع الحلاوة بلدة جنوبية لبنانية في محافظة النبطية – قضاء النبطية، وهي عاصمة إقليم التفاح. تقع على تلة تبدأ من ارتفاع 564 متراً لتصل إلى 1410 أمتار عند سفوح جبل صافي آخر قمّة ضمن سلسلة جبال لبنان الغربيّة عند الطرف الشرقي لمدينة صيدا. أمّا مركز المدينة فيقع على ارتفاع 770 متراً عن سطح البحر. يحدها شرقاً جبل صافي وغرباً بلدات كفر ملكي وكفرفيلا، من الشمال مزرعة كفرا وبصليا وزحلتا. أما من الجنوب فتحدّها بلدتي عين قانا وعين بوسوار. تحتل بلدة جباع مركزاً وسطاً بين النبطية وصيدا وجزين، حيث تبعد عن مدينة النبطية 16 كلم، 19 كلم عن جزّين و 23 كلم عن صيدا كما تقع على مسافة 68 كلم من العاصمة بيروت. تبلغ مساحتها العقارية ما يقارب ال1250 هكتاراً ويصل عدد سكانها إلى خمس عشرة ألف نسمة بينهم حوالي سبعة آلاف ناخب.

## خصائصها
تتميّز البلدة بطبيعتها الخلابة وإطلالاتها الرائعة على الساحل من جهة وعلى العديد من القرى نظراً لارتفاعها وتتميّز أيضا بمياهها الغزيرة جداً حيث يتعدّى عدد الينابيع فيها عدد أيام السنة نذكر منها: نبع حويلي، عين التين، نبع المرجة، القبي، عين أركيز، نبع عبود، نبع الوادي، البسيس، عكيتا والجلافة. كما تشتهر بأشجارها المتنوّعة كالتفاح، الزيتون وخصوصاً أشجار الجوز المنتشرة أمام معظم منازلها والمعمّرة منها، كما تكثر فيها الأحراج الكثيفة. اعتبرت في فترة ما قبل الحرب من أهم مناطق الإصطياف لأبناء النبطية وصيدا وبقية أبناء جبل عامل، نظراً لقرب المنطقة من المدن الساحلية وتمتّعها بمناخ جاف معتدل، وقد ازدهرت بمقاهيها ومطاعمها إلى جانب بعض فنادق الاستجمام.

## التسمية
يردّ المختصون اسم جباع إلى الجذر السامي «جبع» وتعني التلّ أو الجبال وهو اسم كان يطلق على القرية حتى زمن متأخر فهي لم تعرف باسم جباع الحلاوة إلّا مع حلول القرن العشرين وذلك لتمييزها عن قرية أخرى تقع في الشوف. أما سبب نسبتها إلى الحلاوة فيردّه البعض إلى جمالها الطبيعي والبعض الآخر لصناعة الحلاوة.

## آثارها
يوجد في جباع آثار مدافن رومانية تقع في جنوبي غرب البلدة، استخدمها المسيحيون فيما مضى لدفن موتاهن، كما توجد بعض الاثار في وسط البلدة هي عبارة عن بقايا دير قديم. كذلك كان فيها قلعة حصينة بناها حكام أقدمون، وقد استخدمت فيما بعد كسراي لرجال الحكومة التركية ثم تحولت مدرسة ولم يبقى من انقاضها اليوم سوى حائط.